# Краснянське водосховище
Краснянське водосховище — один з об'єктів природно-заповідного фонду Луганської області, ландшафтний заказник місцевого значення.

## Розташування
Розташований за 30 км на південь від селища міського типу Великий Лог в Краснодонському районі Луганської області, на території Краснодонського лісництва Державного підприємства «Свердловське лісомисливське господарство». Координати: 48° 17' 07" північної широти, 39° 42' 41" східної довготи .

## Історія
Ландшафтний заказник місцевого значення «Краснянське водосховище» оголошений рішенням Луганської обласної ради народних депутатів № 5/9 від 24 лютого 1995 року. Первісна площа заказника становила 755,0 га. Рішенням Луганської обласної ради від 25 лютого 2011 р. N 3/44 його площа була збільшена на 568,0 га і склала 1 323,0 га.

## Загальна характеристика
Ландшафтний заказник місцевого значення «Краснянське водосховище» являє собою водосховище з площею водного дзеркала — 65,0 га та прилеглу мальовничу лісостепову місцевість на півдні Донецького кряжу. Водосховище збудовано в 1970 році на річці Ведмежій, притоки Великої Кам'янки. Місцями вздовж берегів наявні мальовничі виходи скельних порід.

## Ландшафтний склад
Степи — 90 %,

умовно-природні ліси — 5 %,

штучні ліси — 0 %,

водойми — 5 %,

орні землі — 0 %,

населені пункти — 0 %.

## Рослинний світ
Береги водосховища зайняті лучними і лучно-болотяними угрупованнями із костриці лучної, лисохвосту лучного, різних видів з родин осокових та ситникових, де трапляються домішки болотного та прибережно-водного різнотрав'я.
Навколо водосховища зростають ковилові формації, в яких у значній кількості присутнє барвисте степове різнотрав'я. У заказнику зростають: шавлія поникла, коров'як фіолетовий, волошка руська, гвоздика Андржиєвського, звіробій звичайний, різні види чебрецю та інші рослини. На
кам'янистих схилах і пагорбах навесні зустрічаються сон чорніючий, занесений до Червоної книги України.

## Тваринний світ
Тваринний світ заказника відрізняється багатством і різноманіттям. Береги водосховища є місцем проживання для ондатри, саме водосховище має багату іхтіофауну, представлену різними видами риб: товстолобиком, білим амуром, сазаном, коропом, окунем, голавлем.
На прольоті на водосховищі знаходять відпочинок багато видів водоплавних та інших гідрофільних птахів.
У степу водяться заєць-русак, лисиця, сліпак, зустрічаються перепілка, куріпка, степова гадюка та інші тварини.